# محمدضیا هشترودی
محمدضیا هشترودی (۱۲۷۶–۱۳۴۰) ادیب و مترجم ایرانی بود. او برادر بزرگ‌تر محسن هشترودی بود.

## آثار
- منتخبات آثار (۱۳۰۲)
- اقتصاد سیاسی (ترجمه)، شارل ژید
- سرگذشت فقیر (ترجمه)
- عشق در صحرا
- ماهیگیران